# Natalia Sosa Ayala
Natalia Sosa Ayala (Las Palmas de Gran Canaria, 27 de marzo de 1938-13 de noviembre de 2000) fue una poeta y escritora española.

## Trayectoria
Hija del escritor y poeta Juan Sosa Suárez, en 1956 empezó a colaborar de forma activa con las revistas Guiniguada y Mujeres en la isla con poemas, cuentos, crítica literaria y artículos de opinión; su primer poema en esta publicación fue No Dejes de cantar, dedicado a la cantante folclórica Mary Sánchez. Publicó su primera obra en prosa, Stefanía, con 17 años.
En 1961 se trasladó a vivir a Inglaterra donde permaneció hasta 1963. A su regreso, publicó su segunda obra narrativa Cartas en el crepúsculo. En 1969, viajó a Barcelona para escribir un artículo para Semana sobre la trapecista española, Pinito del Oro, y la acompañó durante toda la gira que realizaba con el Circo Price por España, para ayudarle a escribir sus memorias.
Su primer poemario, Muchacha sin nombre, lo publicó en 1980 y un año después su segundo trabajo poético, Autorretrato, que la consolidó "como una de las voces más originales y profundas de la literatura canaria del momento". Fue colaboradora habitual del periódico La Provincia. De esta colaboración surgió el libro Desde mi desván y otros artículos. Neurosis. Cartas, publicado en 1996, que recopila la relación epistolar y amorosa durante una década, entre Sosa y Pinito del Oro.
En 1989 sufrió un ataque cerebral, una hemiplejia irreversible que le paralizó la mitad del cuerpo. Falleció años más tarde, en 2000, a los 62 años de edad en su ciudad natal.
Su obra aparece recogida en diversas antologías y recopilaciones de escritoras y poetas canarias.

## Obra
Prosa
- 1959, Rexachs, Las Palmas de Gran Canaria
- 1963, Cartas en el crepúsculo
- 1996, Desde mi desván y otros artículos. Neurosis. Cartas. Editorial Heca, Las Palmas de Gran Canaria
- 2022, Cartas de Natalia Sosa  (1958-1987). Torremozas, Madrid. ISBN 978-84-7839-879-9

Poesía
- 1980, Muchacha sin nombre, Editorial Acosta, Las Palmas de Gran Canaria
- 1981, Autorretrato, Editorial Rondas, Barcelona, ISBN 978-84-300-4008-7
- 1992, Diciembre,  Editorial Pérez Galdós, ISBN 978-84-604-5051-1
- 1999, Cuándo es sombra la tarde, Editora: Natalia Sosa Ayala, ISBN 978-84-605-9060-6
- 2004, Los poemas de una mujer apátrida, Cabildo de Gran Canaria, ISBN 978-84-8103-369-4
- 2019, No soy Natalia, Editorial Torremozas, ISBN 978-84-7839-773-0
- 2021, Soy éxodo y llegada, Editorial Torremozas, ISBN 978-84-7839-849-2

## Reconocimientos
En enero de 2019, la doctora en Filología Hispánica, Blanca Hernández Quintana, presentó No soy Natalia, una obra que recupera su biografía y parte de su producción poética.
En 2020 fue seleccionada para ser la protagonista de la edición de 2021 del Día de las Letras Canarias, con el objetivo de reconocer y difundir su trabajo.
En febrero de 2021, se publicó Soy éxodo y llegada que recoge la obra de madurez de la poeta, en una obra prologada también por Hernández Quintana y que se presentó en el marco de las actividades con motivo del Día de las Letras Canarias, en un acto celebrado en la Casa de Colón de Las Palmas de Gran Canaria.
La cineasta Arima León, trabaja desde 2018 en su ópera prima Tal vez, un largometraje de ficción inspirado en la relación amorosa entre Sosa y Pinito del Oro, durante una década. El papel de Sosa corresponde a la actriz Tania Santana y el de Pinito del Oro, a Marta Viera; participan también, Antonia San Juan y Xavier Lafitte.